# Verdienstorden der Bayerischen Krone

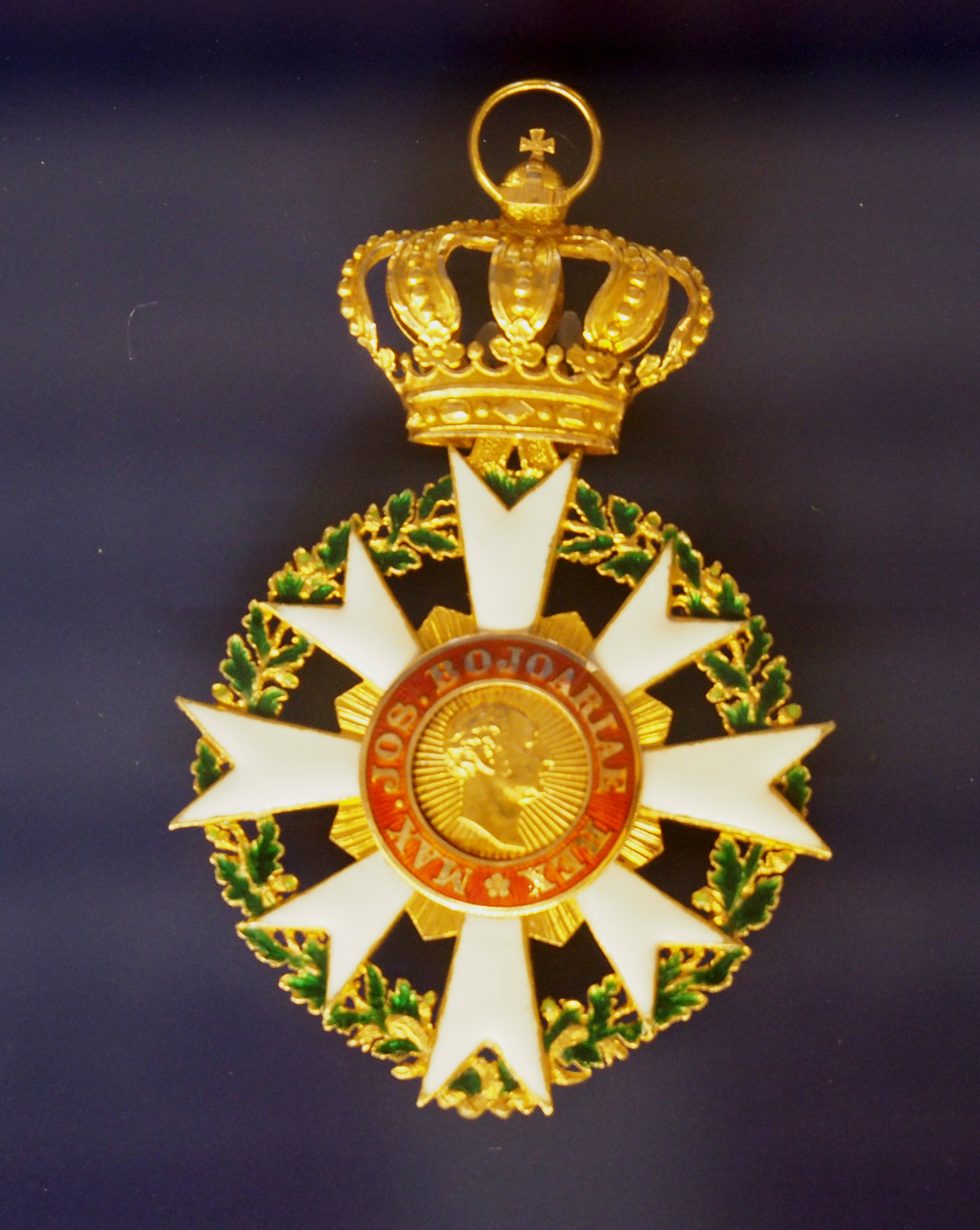
Großkreuz des Verdienstordens der Bayerischen Krone (Revers)

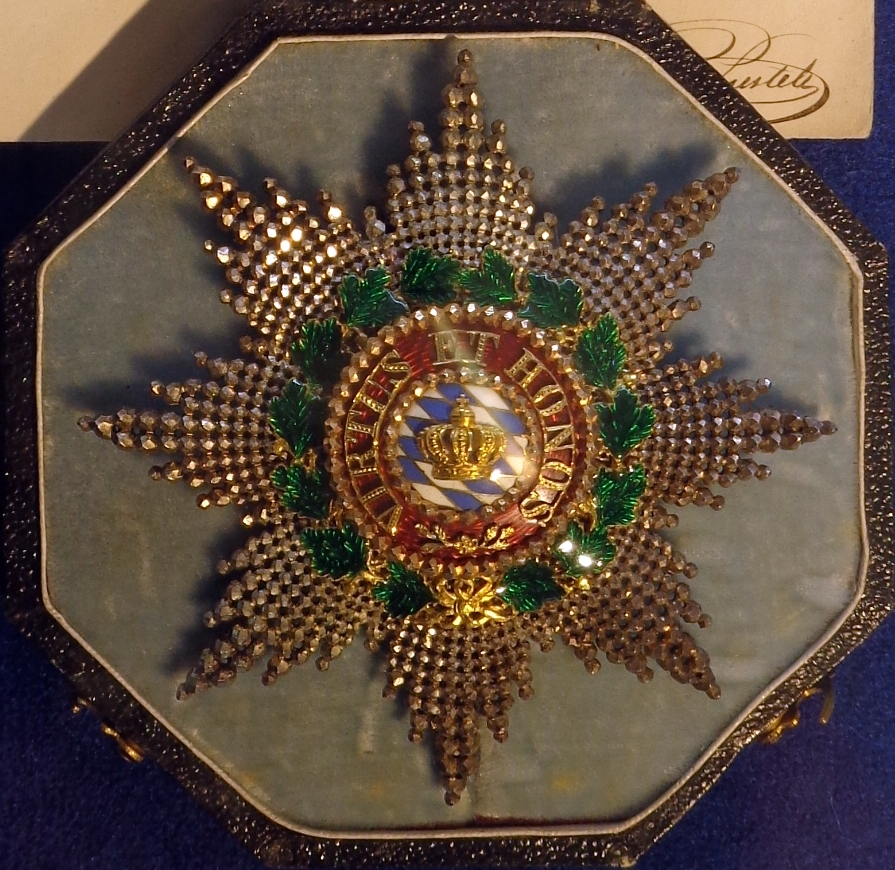
Bruststern zum Großkreuz

Der Verdienstorden der Bayerischen Krone, am 19. März 1808 durch König Maximilian I. Joseph ursprünglich unter der Bezeichnung Civil-Verdienst-Orden der Bayerischen Krone gestiftet, war der höchste zivile Verdienstorden des Königreichs Bayern um einerseits Zivilstaatsdiener aller Klassen und andererseits um Bayern verdiente Ausländer ehren zu können. Er wurde als ziviles Gegenstück zum 1806 gestifteten militärischen Verdienstorden, dem Militär-Max-Joseph-Orden, gestiftet und ersetzte den von Karl Theodor von Pfalz-Bayern gestifteten Orden vom Pfälzer Löwen von 1768 und die Zivilverdienstmedaille von 1805, die dem Orden affiliiert wurde. Die ab 1808 gültigen Ordensstatuten wurden durch Felix Joseph von Lipowsky angeregt.

## Ordensklassen
Die Stiftung erfolgte in den vier Klassen
- Großkreuz
- Kommandeur
- Ritter
- Inhaber der Zivilverdienstmedaille in Gold und Silber

1839 wurden die Kommandeure in Komture umbenannt, am 24. Mai 1855 folgte durch König Maximilian II. die Einführung der Großkomture als weitere Ordensklasse.
Für die einzelnen Stufen gab es eine festgesetzte Anzahl von Mitgliedern. Zunächst sollte der Orden 12 Großkreuze, 24 Kommandeure und 100 Ritter umfassen. Durch die überarbeiteten Statuten vom 8. Oktober 1817 wurden die Zahlen auf 24, 40 und 160 erhöht. Anpassungen der Ordensstatuten erfolgten außerdem am 16. Februar 1824, am 12. Oktober 1834, am 1. Januar 1835 sowie am 12. Oktober 1838.

## Dekoration
Das Insigne ist ein achtarmiges, sechzehnspitziges, weiß emailliertes und mit einem Eichenkranz umgebenes Kreuz mit einem Medaillon im Zentrum. Dieses zeigt die goldene Königskrone auf weiß-blau Wecken, umgeben von einem golden umbordeten roten Reif mit der Inschrift VIRTUS • ET • HONOS (Tugend und Ehre). Im Revers das nach heraldisch links blickende Brustbild des Stifters Maximilian I. Joseph mit der Umschrift MAX.JOS.BOJOARIAE.REX. (Maximilian Joseph, König von Bayern).

## Ordensband und Trageweise

Ordensband

Das seidene Ordensband ist blau mit weißen Seitenstreifen. Ritter trugen das Insigne am Ordensband im Knopfloch, Komture und Großkomture um den Hals, Großkreuze an einem breiten Schulterband von der linken Schulter zur rechten Hüfte. Großkreuze und Großkomture trugen daneben einen silbernen brillantierten Bruststern.

## Persönlicher Adel
Für bayerische Untertanen war mit der Verleihung des Verdienstordens die Erhebung in den persönlichen Adel verbunden. Die Inhaber erhielten mit der Eintragung in die Adelsmatrikel des Königreichs Bayern zu ihrem bürgerlichen Namen den Zusatz „Ritter von“. Von 1812 bis 1818 war für solcherart geadelte Ordensmitglieder der bayerische Transmissionsadel vorgesehen.
Nach dem Vorbild der französischen Noblesse d’Empire hatte ein Ordensmitglied, dessen Vater und Großvater ebenfalls diese Auszeichnung erworben hatten oder Ritter des Militär-Max-Joseph-Ordens waren, Anspruch auf Verleihung des erblichen Adels. Ein derartiger Fall trat erstmals 1897 mit dem Professor für Zivilrecht Ernst August von Seuffert (1829–1907) ein. Mit der Medaille war keine Nobilitierung verbunden.
Da der Militär-Max-Joseph-Orden an militärische Leistungen (und damit an Waffentaten während eines Krieges) gebunden war und die Verleihung erblicher Adelstitel in Bayern seit 1808 zunehmend an materielle Bedingungen geknüpft wurde (ein Adelserwerber musste finanziell dazu in der Lage sein, ein „standesgemäßes Leben“ zu führen, worunter man anfangs in erster Linie einen entsprechend großen Güter- bzw. Grundbesitz verstand), entwickelte sich der Zivilverdienstorden im Laufe des 19. Jahrhunderts zum Hauptinstrument für Nobilitierungen im Königreich Bayern.

## Verleihungszahlen
Aus den Angaben der Hof- und Staatshandbücher für das Königreich Bayern lassen sich die folgenden Verleihungszahlen ermitteln. Von 1910 an wurden Verleihungen an ausländische Empfänger nicht mehr publiziert. Die tatsächlichen Verleihungszahlen liegen nur geringfügig über den nachfolgend genannten.
1808 bis Juni 1914
| Ordensklasse             | Verleihungen |
| ------------------------ | ------------ |
| Großkreuz                | 473          |
| Großkreuz mit Brillanten | 2            |
| Großkomtur (seit 1855)   | 131          |
| Kommandeur/Komtur        | 632          |
| Ritter                   | 2131         |

Das Ordenszeichen war nach dem Tod des Inhabers rückgabepflichtig.

## Staatswappen

Großes Wappen des Königreichs Bayern mit den Collanen der vier höchsten Orden (von oben nach unten):
1. Hubertusorden
2. Hausritterorden vom Heiligen Georg
3. Militär-Max-Joseph-Orden
4. Verdienstorden der Bayerischen Krone

Der Verdienstorden der Bayerischen Krone ist einer der vier königlich bayerischen Orden, die im Staatswappen abgebildet sind.

## Mitglieder
Die Träger der Ordenszeichen und der Zivilverdienstmedaille wurden Mitglieder des Verdienstordens der Bayerischen Krone genannt. Zu bekannten Mitgliedern siehe Kategorie:Träger des Verdienstordens der Bayerischen Krone.

## Sonstiges
Das seit 1994 verliehene Ehrenzeichen des bayerischen Ministerpräsidenten für Verdienste im Ehrenamt lehnt sich in seiner Gestaltung stark an den Verdienstorden der Bayerischen Krone an.